# Der schwarze Herr Bahßetup
Der schwarze Herr Bahßetup ist ein 1956 veröffentlichter Roman des deutschen Schriftstellers Albert Vigoleis Thelen. Als nach dem Erfolg seines ersten Prosawerks Die Insel des zweiten Gesichts das Bahßetup-Buch zunächst auf große Ablehnung stieß, stellte Thelen enttäuscht für lange Zeit seine schriftstellerische Tätigkeit ein.

## Inhalt

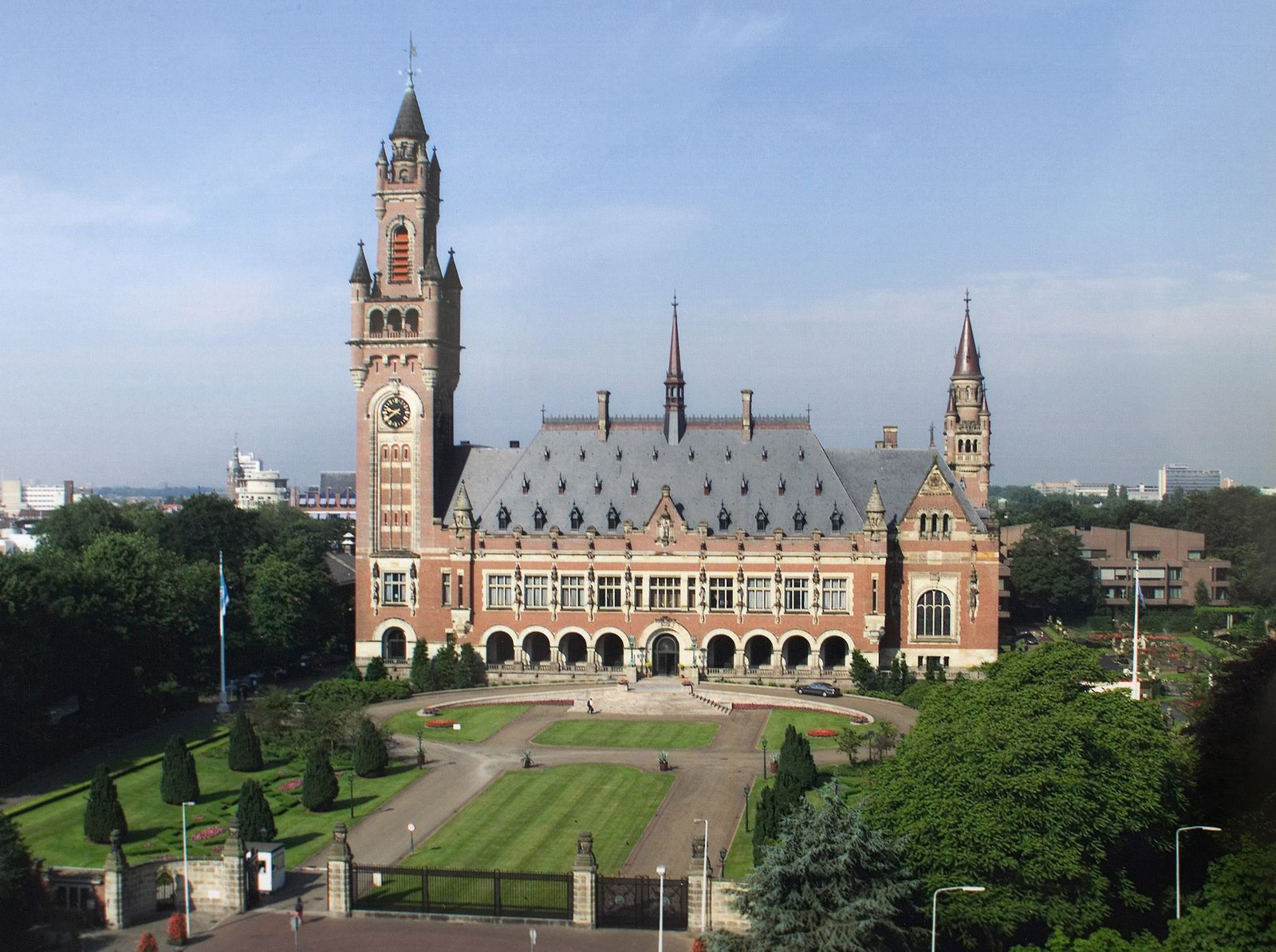
Im Internationalen Gerichtshof in Den Haag klärt sich die Identität des Bahßetup auf

Thelen, der sich Vigoleis nennt, arbeitet an seinem Buch Die Insel des zweiten Gesichts und unterbricht seine Tätigkeit, um in der Stadt Amsterdam, vom Autor im Buch als Heringsgrat bezeichnet, und in Den Haag für einige Tage Professor da Silva Ponto zu begleiten, einen aus Brasilien angereisten Juristen, der in die Niederlande wegen eines Kongresses über internationale Fischereirechte gekommen ist. Vigoleis ist für ihn Fremdenführer und Dolmetscher. Dieser südamerikanische „schwarze Herr“ hat keine Papiere bei sich und wirkt recht hilflos; auch der Erzähler zweifelt zeitweise an der Identität des Professors. Schließlich klärt sich die Angelegenheit in Den Haag im Internationalen Gerichtshof auf.

## Bahßetup
Als da Silva Ponto bei seiner Ankunft im Hotel den Heißwasserhahn im Bad nicht findet, ruft er dem als Dolmetscher zu Hilfe gerufenen Protagonisten zur Begrüßung das englische Wort für Badewanne, gesprochen Bahßetup, zu. In der Folgezeit wird er von Thelen mit diesem Ausdruck benannt. Thelen schrieb in seiner „Weisung an den Leser“: „Alle Gestalten dieses Buches leben oder haben gelebt.“ Heino Krüger hat nachgewiesen, dass Bahßetup wirklich existiert hat. Er identifizierte ihn als den brasilianischen Juristen Manuel Francisco Pinto Pereira, der von 1889 bis 1956 lebte.

## Romanstruktur und Rezeption
Der Roman ist handlungsarm und kommt mit wenigen Personen aus; große Teile des Werkes bestehen aus Abschweifungen (Digressionen). Diese Abschweifungen haben keinerlei inhaltlichen Bezug zur eigentlichen Handlung, der Autor „nimmt ein beliebiges Stichwort zum Anlaß, die Geschehnisse der Zeit zu kritisieren, fiktive oder erlebte Episoden zu erzählen oder philosophische Probleme zu erörtern.“ „Alle diese Episoden sind gespannt zwischen der stummen Melancholie des schwarzen Gelehrten und der unversieglichen Beredsamkeit seines Begleiters, der ja dann auch das Buch schreibt“, meinte Rolf Schroers in der ZEIT und fuhr, auf die Episoden bezogen, fort: „Hier wird dem Leser zuviel und bis zur Langeweile zugemutet“. Rosmarie Zeller sieht in Thelens Schreibweise im Bahßetup ein „Schwanken zwischen Fiktion und Wirklichkeit“, zwischen Roman und Autobiographie. Wenig zufriedenstellend wirkt der Schluss des umfangreichen Werkes, „merkwürdig zerfahren und unbestimmt“. Das Buch enttäuschte einige Kritiker, sie vermissten die mediterrane Leichtigkeit und die einfallsreiche Spritzigkeit, die sie in der Insel des zweiten Gesichts begeistert hatten. Nicht nur die Kritiken erschwerten zunächst die Verbreitung des Buches, auch der Börsenverein des Deutschen Buchhandels riet zeitweilig dem Buchhandel, das Buch nicht zu verkaufen, da das Dekanat einer niederländischen Universität wegen einer angeblichen Verunglimpfung eines ihrer Professoren mit einer einstweiligen Verfügung gedroht hatte.

## Ausgaben
- Der Schwarze[8] Herr Bahßetup. Ein Spiegel. Desch, Wien/München/Basel 1956
- Der schwarze Herr Bahßetup. Aus den angewandten Erinnerungen des Vigoleis. Heyne, München 1977, ISBN 3-453-43024-7
- Der schwarze Herr Bahßetup. Roman. Claassen, Düsseldorf 1983, ISBN 3-546-49087-8
- Der schwarze Herr Bahßetup. Roman. Deutscher Taschenbuch-Verlag, München 1991, ISBN 3-423-11416-9

## Zitat
„Das war die Anteilnahme des auch menschlich besorgten Juristen, ein seltener Fall! Denn wenn ein Anwalt anfängt, sein Herz über den Verstand zu stellen, kann er bald seine Praxis zumachen, sowie ein Theologe die Kanzel verlassen muß, wenn ihm der Verstand den umgekehrten Streich spielt, und ein Schriftsteller fragwürdig wird, der nicht Herz und Verstand im Mörser der Sprache  zu verreiben versteht.“